# Aparatka
Aparatka (tyt. oryg. Braceface) – kanadyjsko-amerykańsko-chiński serial animowany dla nastolatków, nadawany w latach 2001–2004. Był produkowany dla studia Nelvana przez amerykańską aktorkę Alicię Silverstone, która również użyczyła głosu głównej bohaterce. W polskiej wersji językowej dubbinguje ją Małgorzata Kożuchowska.
Serial rozgrywa się w mieście Elkford w zachodniej części Kanady. Opowiada o nastolatce o imieniu Sharon, której w pierwszym odcinku zostaje założony aparat ortodontyczny (stąd przezwisko „Aparatka”), będący przyczyną licznych utrapień. Akcja serialu przedstawia Sharon jako uczennicę tamtejszego odpowiednika gimnazjum, a w kolejnych seriach – szkoły średniej. Nastolatka zmaga się z typowymi dla okresu dojrzewania problemami, w których wspiera ją dwoje najlepszych przyjaciół – Maria i Connor.

## Dystrybucja
Serial był emitowany w 22 krajach, na pięciu kontynentach. Oryginalnie zadebiutował w czerwcu 2001 w USA na kanale Fox Family (później ABC Family) oraz w Kanadzie na Teletoon. W Polsce Aparatkę początkowo emitowała stacja MiniMax od grudnia 2001, a następnie ZigZap, gdzie emisja dobiegła końca w październiku 2005 roku. Po dwóch latach przerwy serial wrócił na antenę ZigZapa, gdzie wyemitowano go między listopadem 2007 i lutym 2008. Po raz ostatni, emisja serialu w Polsce odbywała się w latach 2011–2014 na antenie stacji Teletoon+. Ponadto serial emitowany był m.in. na kanale Fox Kids w Wielkiej Brytanii, RTÉ Two w Irlandii, Nickelodeon w Niemczech i RPA, oraz STAR One w Indiach. 
Od 2004 roku odcinki serialu regularnie ukazywały się na płytach DVD na rynku amerykańskim. W latach 2005–2006 wydano we Włoszech kilka płyt DVD z kilkunastoma odcinkami. W 2006 na rynku brytyjskim ukazała się płyta z czterema pierwszymi odcinkami, a w Niemczech w 2007 roku wydano na DVD pierwsze 26 odcinków. W serwisie YouTube oficjalnie opublikowane zostały wybrane serie oryginalnej wersji angielskiej oraz wersji niemieckiej. Serial dostępny jest też na platformie Prime Video.

## Bohaterowie
- Sharon Spitz – nieco zakręcona nastolatka, przezywana przez Ninę Harper „Aparatką” ze względu na aparat ortodontyczny. Aparat okazuje się mieć dziwne właściwości elektromagnetyczne, co często powoduje kłopotliwe i żenujące sytuacje z udziałem głównej bohaterki[9]. Sharon jest uczennicą gimnazjum w pierwszej serii i liceum w drugiej i trzeciej. Jest bardzo lubiana w towarzystwie, jednak rywalką Sharon, zarówno w gimnazjum, jak i w liceum, jest chodząca z nią do klasy Nina Harper. Sharon przyjaźniła się z nią jako kilkulatka, ale Nina znienawidziła ją po aferze z jej lalkami. Rodzice Sharon są rozwiedzeni. Dziewczyna ma dwóch braci: młodszego Josha i starszego Adama, których pasją wydaje się być dokuczanie siostrze. Jeśli jednak trzeba jej pomóc, chłopcy nie wahają się ani chwili. Sharon często czuje się przytłumiona przez uzdolnionych braci i ich osiągnięcia. Najlepszą przyjaciółką Sharon jest Maria Wong, pół-Azjatka, pół-Włoszka. Sharon przyjaźni się również z Connorem MacKenziem, Aldenem Jonesem i Brockiem Leightonem. Podkochuje się sekretnie w Aldenie. Sharon, tak jak Alicia Silverstone, jest wegetarianką i kocha zwierzęta.
- Maria Wong – najlepsza przyjaciółka Sharon. Mieszka w wielkim wieżowcu razem z rodziną. Jej tata jest z pochodzenia Chińczykiem, a mama Włoszką. Uwielbia uprawiać sport.
- Connor Mackenzie – przyjaciel Sharon, mieszka naprzeciwko niej. Ma brązowe włosy i nosi okulary. Jest uczulony praktycznie na wszystko. Jest nieśmiały i często zdarza mu się być ofiarą wrednych żartów. Na początku serii trudno mu nawiązać znajomość z kimkolwiek oprócz Sharon, którą zna od urodzenia. Z czasem jednak otwiera się na ludzi i zdobywa nawet dziewczynę.
- Alden Jones – chodzi do klasy z Sharon. Uwielbia grać na gitarze, razem z Brockiem Leightonem i Carmenem stworzył kapelę rockową Mangled Metal. Jest zakochany w Sharon, związuje się z nią, jednak w późniejszych odcinkach zrywa z nią i podkochuje się w nowej dziewczynie, Marlo. Następnie wraca do Sharon w ostatnim odcinku („Skok zaufania”). Urodziny ma 17 stycznia (według odcinka „Pomylone wiadomości”).
- Brock Leighton – najlepszy przyjaciel Aldena, dobry znajomy Sharon. Na pozór straszny kobieciarz, naprawdę jednak nieśmiały w kontaktach z dziewczynami. Od samego początku historii próbuje poderwać Marię z dosyć mizernym skutkiem. Jednak po wycieczce do Rzymu udaje mu się ją w końcu oczarować. Mimo zdecydowanej różnicy charakterów bardzo dobrze się dogadują. Brock jest duszą towarzystwa, wesołkiem i wiecznym optymistą.
- Helen Spitz – matka Sharon, psycholog. Stara się jak najlepiej opiekować domem. Czasem jednak jej praca pochłania ją tak bardzo, że traci poczucie czasu lub zaczyna analizować psychologicznie zachowania swoich dzieci.
- Richard Spitz – ojciec Sharon, muzyk. Mieszka w Miami. Ponieważ nie zarabia najlepiej, często dorabia w dziwnych miejscach, co trochę deprymuje Sharon. Mimo to jednak ojciec jest dla niej ogromnym autorytetem i chciałaby spędzać z nim jak najwięcej czasu. Z pochodzenia jest Żydem (według odcinka „Anioły są wśród nas”).
- Adam Spitz – starszy brat Sharon, ma 17 lat. Chodzi do tego samego liceum co Sharon w późniejszych odcinkach. Jest bardzo wysoki, wyjątkowo silny i często nad tym nie panuje. Często dokucza Sharon razem z drugim bratem, Joshem. Wbrew pozorom jest naprawdę inteligentny i kocha siostrę. Często się za nią wstawia i ratuje z tarapatów. Jego dziewczyną jest Hannah, ku niezadowoleniu jej ojca.
- Josh Spitz – młodszy brat Sharon, ma 9 lat. Jest mistrzem gry na pianinie, dostaje nawet przezwisko „mini-mistrz muzyki” od kapeli swojego ojca. Jest trochę rozpieszczony jako najmłodszy członek rodziny, ale bardzo inteligentny.
- Lauren – dziewczyna ojca Sharon. Pracuje w dużej korporacji.
- Griffin – syn Lauren. Na początku nie lubi Sharon i jest typowym „złym chłopcem”, pali, wagaruje itd. W końcu jednak przekonuje się do niej i pod jej wpływem wychodzi na prostą. Zakochuje się w Ninie. Kiedy zaczyna się z nią spotykać, Sharon robi wszystko żeby zerwali, w końcu jednak rozumie swój błąd i naprawia go.
- David – chłopak mamy Sharon, księgowy. Samotnie wychowuje dwie bliźniacze córki. Usilnie stara się pozyskać sympatię rodziny pani Spitz. Na początku nie lubią go szczególnie Sharon i Adam. W końcu jednak przyjmują do wiadomości jego związek z ich mamą.
- Nina Harper – rywalka Sharon. Jej ulubionym zajęciem jest upokarzanie Sharon. Wydaje się być samolubną snobką, ale potrafi czasami okazać serce. Dziewczyny przyjaźniły się jako dzieci, jednak Nina znienawidziła Sharon myśląc, że ta pourywała głowy jej lalkom. W jednym z odcinków okazało się, że lalki popsuła kuzynka Niny, zazdrosna o więź łączącą dziewczynki.
- Alyson Malitski – najlepsza przyjaciółka Niny. Pomaga jej we wrednych planach przeciw Sharon. Po jakimś czasie jednak ma dość Niny i zaprzyjaźnia się z Sharon i resztą. Zaczyna nawet chodzić z Connorem. Jest uprzejma, cicha i spokojna, ale pewna siebie. Nie lubi nikogo udawać i zawsze pokazuje kim jest.
- Dion (właśc. Mark Jones) – opiekun przydzielony Sharon podczas jej pierwszych dni w liceum. Na początku Sharon się go wstydzi, ponieważ jest dość ekscentryczną, wyróżniającą się osobą. W końcu staje się jej przyjacielem i mentorem. Dion swoją ksywkę zawdzięcza ulubionej artystce, Céline Dion. Jest projektantem i często angażuje Sharon jako modelkę. Tworzy swoje stroje z oryginalnych materiałów, np. kart kredytowych lub pstryczków od puszek. Jego marzeniem jest dostać się na wydział mody do uniwersytetu w Nowym Yorku. Dion jest gejem. Wspiera Sharon, ma poczucie humoru i pewność siebie. Zawsze mówi to, co myśli.
- Hannah – dziewczyna Adama. Mieszka obok Spitzów. Sharon pomogła im się zejść kiedy Hannah wprowadziła się obok nich. Bardzo lubi jogę. Jej ojciec jest myśliwym i nie cierpi Adama.
- Carmen – chłopak grający na perkusji w kapeli Mangled Metal z Aldenem i Brockiem.
- Marlo – przyjaciółka, a następnie dziewczyna Aldena. Bardzo dobrze gra w hokeja.

## Relacje partnerskie głównych bohaterów

### Sharon i Alden
Sharon od początku jest zakochana w Aldenie z wzajemnością. W pierwszym odcinku Alden zaprasza Sharon na szkolny bal, ale za sprawą intryg Niny (której Alden też wpadł w oko) ostatecznie Sharon idzie sama. Następnie Alden załatwia koleżance pracę w rzeźni jego wuja. Jednak widząc jaki los spotyka tam zwierzęta, Sharon decyduje się rzucić pracę i przejść na wegetarianizm. Alden rozumie jej decyzję i podoba mu się, że dziewczyna ma swoje zdanie. Niedługo potem, na imprezie w domu Niny, podczas kłótni między dziewczynami, Sharon przypadkowo niszczy gitarę Aldena. Chłopak jednak nie ma jej tego za złe. W jednym z kolejnych odcinków pt. „Niefortunna pierwsza randka” Alden zaprasza Sharon na otwarcie nowej restauracji jego rodziców, a następnie na rolki. Wszystko idzie dobrze, dopóki Sharon nie dostaje pierwszego okresu. Alden i tym razem zachowuje się bardzo wyrozumiale i pociesza dziewczynę. Od tamtej pory zaczynają się spotykać. Jednak w liceum ich relacja zaczyna się psuć – Sharon staje się zazdrosna o nowe koleżanki Aldena. Postanawia opisać swoje uczucia w mailu, którego nie miała zamiaru wysyłać. Jednak przez przypadek wiadomość trafia nie tylko do Aldena, ale i do wszystkich znajomych ze szkoły. Po tym incydencie chłopak zrywa z Sharon.
Z czasem udaje im się zapomnieć dawne urazy i zostać dobrymi przyjaciółmi. Sharon nawet pomaga Aldenowi pisać teksty piosenek dla ich zespołu. W międzyczasie Sharon umawia się z wieloma innymi chłopcami – żaden z nich nie zostaje jednak jej chłopakiem na dobre. Alden z kolei zakochuje się w Marlo, która tak jak on uwielbia grę w hokeja, i zostają parą. Jednak w odcinku „Absolutna niepamięć” Sharon została wystawiona na ciężką próbę – Alden po urazie głowy doznanym w trakcie treningu hokeja, myślał, że cały czas jest chłopakiem Sharon. Aby nie wywołać u niego szoku, Sharon musiała udawać, że to prawda. Było to bardzo trudne dla niej, jak i dla Marlo. W tym odcinku Alden po raz pierwszy wyznaje Sharon miłość. Gdy w końcu jego pamięć wraca, chłopak zapomina większość wydarzeń z ostatnich dni, ku rozpaczy Sharon.
Pod koniec serii Alden i Marlo rozstają się z powodu różnicy charakterów. Wtedy Alden znów zwraca uwagę na Sharon i próbuje wszystkiego, by jej się przypodobać. Dziewczyna na początku tego nie dostrzega, bo zakochała się w opiekunie letniego obozu. Alden w końcu decyduje się wyznać swoje uczucia i przyznaje, że zerwanie z Sharon było nieprzemyślane. Dziewczyna, mimo początkowych obaw, wraca do Aldena i ponownie zostają parą.

### Brock i Maria
Brock to przyjaciel Aldena i Sharon, a w późniejszych odcinkach także chłopak Marii. Już w pierwszych odcinkach serialu próbuje poderwać Marię, lecz ta odrzuca jego uczucia, twierdząc, że Brock jest niedojrzały. Pierwszy raz w serii Brock próbuje poderwać Marię w odcinku „Dwadzieścia cztery godziny”, kiedy to Sharon, Connor, Alden, Brock i Maria szukali młodszego brata Sharon – Josha, który zaginął. Brock i Maria udali się szukać młodego Spitza na plac zabaw – tam właśnie Brock zasugerował, że ogrzeje Marię, która igrając z jego uczuciami chciała tylko sprawdzić czy to prawda. Wyszło na to, że Brock nie ma tyle odwagi by ją pocałować. Maria i Brock zostają parą w drugiej serii. Wbrew pozorom tworzą udaną parę, a nie niepasujących do siebie ludzi, jak twierdziła na początku Maria. Związek Brocka i Marii zbiegł się z rozstaniem Sharon i Aldena, ale właśnie Sharon pomogła Marii zdecydować o tym by wybrać Brocka.

## Wersja polska

### Obsada
- Małgorzata Kożuchowska – Sharon
- Edyta Jungowska – Maria
- Witold Wysota – Connor
- Janusz Zadura – Alden
- Jacek Wolszczak – Brock
- Izabela Dąbrowska – Helen
- Jacek Kopczyński – Adam
- Krzysztof Królak – Josh
- Małgorzata Sadowska – Hannah
- Katarzyna Tatarak – Nina
- Katarzyna Traczyńska – Alyson
- Jacek Sołtysiak – Dion
- Wojciech Paszkowski – Richard
- Elżbieta Futera-Jędrzejewska – Loren
- Krystyna Kozanecka – Marlo, Tracey
- Kacper Kuszewski – Zack, Jason
- Andrzej Gawroński – Grampy
- Leszek Zduń – Claude
- Anna Apostolakis – Belinda
- Anna Sroka – Genesis
- Mariusz Oborski – Pablo
- Paweł Szczesny – Gary
- Agnieszka Matysiak – Bitzy, Miranda
- Tomasz Bednarek – Alex
- Paweł Szczesny – Gary
- oraz Katarzyna Krakowska, Jacek Jarosz, Mieczysław Morański, Joanna Jabłczyńska, Włodzimierz Bednarski, Joanna Borer, Piotr Borowski, Edyta Jurecka, Adam Pluciński, Jarosław Boberek, Tomasz Marzecki, Dariusz Odija, Zuzanna Gąsiorek, Adam Bauman, Izabella Bukowska, Anna Chitro-Bergman, Małgorzata Puzio, Krzysztof Zakrzewski, Beata Aleksandra Kawka, Tomasz Kozłowicz, Jerzy Dominik, Cezary Nowak, Dariusz Bronowicki, Andrzej Arciszewski, Cezary Kwieciński, Mirosława Nyckowska, Józef Mika, Olga Bończyk, Paweł Iwanicki, Tomasz Zaród, Agata Gawrońska, Jacek Bursztynowicz, Beata Wyrąbkiewicz, Beata Jankowska-Tzimas i inni
- śpiewali: Małgorzata Kożuchowska, Agnieszka Piotrowska i Katarzyna Pysiak (odc. 1-78), Krzysztof Pietrzak (odc. 14-15), Fiolka (odc. 15), Jacek Wolszczak (odc. 16, 22, 49, 61), Anna Sroka (odc. 44), Krzysztof Królak (odc. 47), Olga Bończyk (odc. 49), Edyta Jungowska (odc. 49), Katarzyna Traczyńska (odc. 49), Janusz Zadura (odc. 49, 61, 69), Kacper Kuszewski (odc. 52), Wojciech Paszkowski (odc. 52, 66), Leszek Zduń (odc. 61), Krzysztof Zakrzewski (odc. 66)

### Produkcja
- Opracowanie i udźwiękowienie wersji polskiej: na zlecenie MiniMaxa – Studio Sonica
- Reżyseria: Jerzy Dominik
- Dialogi polskie: Dariusz Dunowski (odc. 1-9, 37-38, 47-49), Edyta Czepiel-Zadura (odc. 10-13, 15-16, 18-21, 27-36, 39, 55-56), Dobrosława Bałazy (odc. 14, 22, 24, 26), Bogusława Okrza-Lossi (odc. 17, 23, 25), Maria Utecht (odc. 40-45, 50-52, 59-61, 63-67, 74-78), Barbara Robaczewska (odc. 46), Maciej Michalski (odc. 53-54, 62, 68, 71-72), Krzysztof Pieszak (odc. 57-58, 69-70, 73)
- Dźwięk i montaż: Agnieszka Stankowska (odc. 1-13), Ilona Czech-Kłoczewska (odc. 14-65, 74-78), Zdzisław Zieliński (odc. 66-73)
- Organizacja produkcji: Elżbieta Kręciejewska
- Kierownictwo muzyczne: Marek Krejzler (odc. 1-78), Tadeusz Wacławski (odc. 47, 49, 52), Ilona Czech-Kłoczewska (odc. 61), Zdzisław Zieliński (odc. 66, 69)
- Teksty piosenek: Marek Robaczewski (odc. 1-78), Dariusz Dunowski (odc. 47, 49, 52), Maria Utecht (odc. 61), Krzysztof Pieszak (odc. 66, 69)

## Lista odcinków
| Nr             | Polski tytuł                      | Angielski tytuł                       |
| -------------- | --------------------------------- | ------------------------------------- |
|                |                                   |                                       |
| SERIA PIERWSZA |                                   |                                       |
|                |                                   |                                       |
| 01             | Cała naprzód                      | Brace Yourself                        |
|                |                                   |                                       |
| 02             | Przyjaźń czy kochanie?            | Crushed                               |
|                |                                   |                                       |
| 03             | Pięć wad, za które jej nie znoszę | 5 Things That Really Bug Me About You |
|                |                                   |                                       |
| 04             | Terapia domowa                    | The Doctor Is In                      |
|                |                                   |                                       |
| 05             | Wegetarianizm                     | The Meat of the Matter                |
|                |                                   |                                       |
| 06             | Przemiana                         | The Makeover                          |
|                |                                   |                                       |
| 07             | Pomylone wiadomości               | Mixed Messages                        |
|                |                                   |                                       |
| 08             | Niefortunna pierwsza randka       | The Worst First Date Ever. Period.    |
|                |                                   |                                       |
| 09             | Gdy mama i tata nie są razem      | The Divorce Thing                     |
|                |                                   |                                       |
| 10             | Zakupy inaczej                    | Take That                             |
|                |                                   |                                       |
| 11             | Dwadzieścia cztery godziny        | Twenty Four Hours                     |
|                |                                   |                                       |
| 12             | Sharon za kierownicą              | Driving Miss Sharon                   |
|                |                                   |                                       |
| 13             | Szkoła przetrwania                | The Pickford Project                  |
|                |                                   |                                       |
| 14             | Wyprawa do Miami                  | Miami Vices                           |
|                |                                   |                                       |
| 15             | Bajeczne życie                    | The Good Life                         |
|                |                                   |                                       |
| 16             | Wybory                            | The Election                          |
|                |                                   |                                       |
| 17             | Anioły są wśród nas               | Angels Among Us                       |
|                |                                   |                                       |
| 18             | Sekret                            | The Secret                            |
|                |                                   |                                       |
| 19             | Na ratunek żabom                  | Dissection Connection                 |
|                |                                   |                                       |
| 20             | Czyje to życie?                   | Whose Life Is It, Anyway?             |
|                |                                   |                                       |
| 21             | Łatwe rozwiązanie                 | The Easy Way Out                      |
|                |                                   |                                       |
| 22             | Pupilka                           | Teacher’s Pet                         |
|                |                                   |                                       |
| 23             | Wagary                            | Skipping                              |
|                |                                   |                                       |
| 24             | Obóz Kukula                       | Camp Kookalah                         |
|                |                                   |                                       |
| 25             | Burzowa pogoda                    | Stormy Weather                        |
|                |                                   |                                       |
| 26             | Zakręcona                         | Twisted                               |
|                |                                   |                                       |
| SERIA DRUGA    |                                   |                                       |
|                |                                   |                                       |
| 27             | Ciuch z odzysku                   | The Social Fabric                     |
|                |                                   |                                       |
| 28             | 14 świeczek                       | 14 Candles                            |
|                |                                   |                                       |
| 29             | Pracująca dziewczyna              | Working Girl                          |
|                |                                   |                                       |
| 30             | Drogi Aldenie                     | Dear Alden                            |
|                |                                   |                                       |
| 31             | Mama zawsze w pobliżu             | Mommy Nearest                         |
|                |                                   |                                       |
| 32             | Strefa przyjaźni                  | The Friend Zone                       |
|                |                                   |                                       |
| 33             | Najbardziej czadowa nastolatka    | The Coolest                           |
|                |                                   |                                       |
| 34             | Być powierzchowną                 | Skin Deep                             |
|                |                                   |                                       |
| 35             | Bez uprzedzeń                     | Grey Matters                          |
|                |                                   |                                       |
| 36             | Trójkąty                          | Triangles                             |
|                |                                   |                                       |
| 37             | Ratujmy stworzenia!               | Vanity Fur                            |
|                |                                   |                                       |
| 38             | Lorenza                           | Lorenza                               |
|                |                                   |                                       |
| 39             | Druga opcja                       | Second Thoughts                       |
|                |                                   |                                       |
| 40             | Wolna chata                       | Home Alone                            |
|                |                                   |                                       |
| 41             | Panna Empatia                     | Miss Understanding                    |
|                |                                   |                                       |
| 42             | W obronie ptaków                  | For the Birds                         |
|                |                                   |                                       |
| 43             | Och, to dorastanie!               | Oh, Grow Up!                          |
|                |                                   |                                       |
| 44             | Genesis                           | Genesis                               |
|                |                                   |                                       |
| 45             | Operacja nosa Niny                | Nina’s Nose Job                       |
|                |                                   |                                       |
| 46             | Pomyśl o tym dziecko              | Baby Think-About-It                   |
|                |                                   |                                       |
| 47             | Protest                           | Ms. Spitz Goes to Warsch & Stone      |
|                |                                   |                                       |
| 48             | Wycieczka do Rzymu                | When in Rome...                       |
|                |                                   |                                       |
| 49             | Naprawdę jaka jestem              | Pegged                                |
|                |                                   |                                       |
| 50             | Kosmici                           | Aliens                                |
|                |                                   |                                       |
| 51             | Jesteś w Elkford                  | When in Elkford...                    |
|                |                                   |                                       |
| 52             | Pierwszy papieros                 | Up in Smoke                           |
|                |                                   |                                       |
| SERIA TRZECIA  |                                   |                                       |
|                |                                   |                                       |
| 53             | Szczęśliwe połamanie              | Lucky Break                           |
|                |                                   |                                       |
| 54             | Zwariowana nauka                  | Weird Science                         |
|                |                                   |                                       |
| 55             | Psychologiczna gra                | She Got Game                          |
|                |                                   |                                       |
| 56             | Absolutna niepamięć               | Remember When                         |
|                |                                   |                                       |
| 57             | Śmieszne zajęcie                  | Funny Business                        |
|                |                                   |                                       |
| 58             | Szybkie dojrzewanie               | Busted                                |
|                |                                   |                                       |
| 59             | W uderzeniu                       | The Beat Goes On                      |
|                |                                   |                                       |
| 60             | Zasady, układ, gra                | Game, Set Up & Match                  |
|                |                                   |                                       |
| 61             | Kiedy spałaś                      | While You Were Sleeping               |
|                |                                   |                                       |
| 62             | Kryzys tożsamości                 | Identity Crisis                       |
|                |                                   |                                       |
| 63             | Co za ulga!                       | A Knight to Remember                  |
|                |                                   |                                       |
| 64             | Po prostu kwak                    | Just Quacks                           |
|                |                                   |                                       |
| 65             | Dziewczyna Gryfina                | Griffin’s Girl                        |
|                |                                   |                                       |
| 66             | Biedny Richard                    | Poor Richard                          |
|                |                                   |                                       |
| 67             | Moje bogate życie                 | My Big Fat Braceface Life             |
|                |                                   |                                       |
| 68             | Czyste konto                      | Clean Slate                           |
|                |                                   |                                       |
| 69             | Dłuuugi weekend                   | The Loooong Weekend                   |
|                |                                   |                                       |
| 70             | Wiek nie gra roli                 | Act Your Age                          |
|                |                                   |                                       |
| 71             | Pieskie życie                     | A Dog’s Life                          |
|                |                                   |                                       |
| 72             | Efekt domino                      | The Domino Effect                     |
|                |                                   |                                       |
| 73             | Ojcowski czynnik                  | The Father Factor                     |
|                |                                   |                                       |
| 74             | Wszystko o Sharon                 | All About Sharon                      |
|                |                                   |                                       |
| 75             | Brutalne przepisy                 | 23’s a Crowd                          |
|                |                                   |                                       |
| 76             | Światła, kamera, akcja!           | Lights! Camera! Ego!                  |
|                |                                   |                                       |
| 77             | Precz z wegetarianizmem           | Vegging Out                           |
|                |                                   |                                       |
| 78             | Skok zaufania                     | Leap of Faith                         |
|                |                                   |                                       |

## Wpadki
- W pierwszych odcinkach polskiej edycji zamiast Brock użyte jest imię Back.
- W odcinku „Niefortunna pierwsza randka” dwie siostry Aldena miały inaczej na imię niż w odcinku „Dłuuugi weekend”.
- W odcinku „Wyprawa do Miami” podczas pierwszego koncertu ojca Sharon ma on na sobie raz hawajską koszulę, raz czerwoną bluzkę z kamizelką.
- W odcinku „Mama zawsze w pobliżu” Sharon i Maria stojąc przed kinem nie miały już makijażu, a za chwileczkę już miały.
- W odcinku „W uderzeniu” Sharon, gdy rozmawiała przez telefon z Marią miała naszyjnik, ale gdy podeszła do łóżka już go nie miała.
- W odcinku „Skok zaufania” gdy Sharon wzięła kwiaty do ręki miała na sobie ręcznik, a potem już nie.